# Aszahi (csatahajó)
Az Aszahi (朝日; Hepburn: Asahi, ’felkelő nap’) pre-dreadnought típusú csatahajó volt. Az 1890-es évek végén épült a Japán Császári Haditengerészet számára Nagy-Britanniában, mivel a japán ipar ekkor még képtelen volt ilyen technikai színvonalú hadihajó előállítására.
Röviddel leszállítása után a Császári Haditengerészet Állandó Flottájának lett a zászlóshajója. Részt vett az 1904–05-ös orosz–japán háború minden fontosabb tengeri csatájában és a sárga-tengeri csatában, valamint a csuzimai csatában kisebb sérüléseket szenvedett. Az első világháború harcaiban nem vett részt, de szerepe volt az 1918-as szibériai intervencióban.
1921-ben a partvédelmi erőkhöz rendelték, két évvel később pedig a washingtoni flottaegyezmény értelmében lefegyverezték, és tengeralattjárók depóhajójává, illetve gyakorlóhajóvá alakították át. Ezután tengeralattjáró-mentő lett, majd 1928-ban tartalékba helyezték. A második japán-kínai háború kitörése után 1937-ben csapatszállításra használták, majd 1938-tól javítóhajóként szolgált először a japánok által megszállt Sanghajban, azután pedig az indokínai Cam Ranh-öbölben. 1942-ben Szingapúrba rendelték egy sérült könnyűcirkáló megjavítására, majd a visszaúton egy amerikai tengeralattjáró, az USS Salmon elsüllyesztette.

## Építésének előzményei
Az 1894–95-ös első japán-kínai háború tapasztalatai alapján Japán 1896-ban tízéves fejlesztési programot indított el a császári hadiflotta modernizálására és létszámának növelésére. A program alapja hat új csatahajó és hat páncélos cirkáló megépítése volt, a költségeket Kína harmincmillió fontnyi háborús jóvátételéből fedezték. Mivel Japán nem rendelkezett a modern csatahajók építéséhez szükséges technológiával és ipari háttérrel, a hajókat angliai gyáraktól rendelték meg. Az Aszahit a skóciai Clydebank Engineering & Shipbuilding Company tervezte 1897-ben.

## Tervrajza

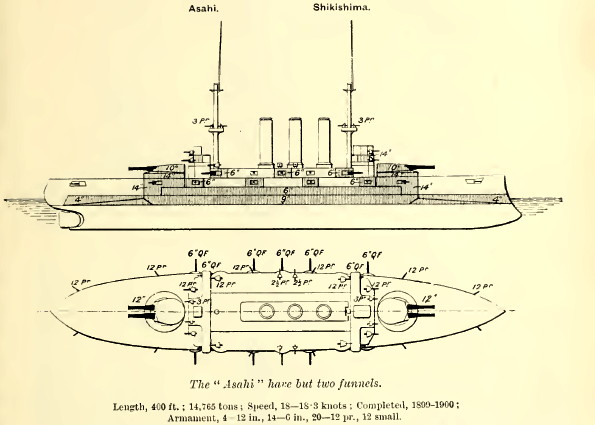
Az Aszahi és a Sikisima-osztály tervrajza 1915-ből. Az Aszahinak csak két kéménye volt

Az Aszahi tervének alapjául a brit Formidable osztályú csatahajók szolgáltak, de fegyverzetét két hathüvelykes (152 mm) ágyúval egészítették ki. A hajó hossza 129,6 méter, szélessége 22,9 méter, a hajótest magassága pedig 8,3 méter volt. Átlagos terheléssel vízkiszorítása 15 400 tonnát tett ki. A hajófenék 55, oldala pedig 223 vízmentesen illeszkedő rekeszből tevődött össze. Zászlóshajóként teljes legénysége 773 matrózból és tisztből állt, beleértve a tengernagyi személyzetet is.
Az Aszahit két hajócsavar hajtotta, amelyeket egy-egy függőlegesen elhelyezett dugattyúsorú, háromszoros expanziójú gőzgép forgatott. A szükséges gőzt 25 darab 17,03 bar nyomáson dolgozó Belleville-kazán biztosította. A 15 000 lóerős gőzgépek elvileg 18 csomós (33,9 km/h) sebességet biztosítottak a csatahajónak, de próbaútján 18,3 csomót is elért. 2000 tonnányi szénnel megrakodva, tízcsomós sebességgel mintegy 9000 tengeri mérföldet (17 000 km) volt képes megtenni szénfelvétel nélkül. Az elektromos készülékek ellátását három gőzhajtotta, 4,8 kW-os dinamó biztosította.
Az Aszahi fő fegyverzetéül a japán csatahajókon már korábban is alkalmazott négy darab 30-as kaliberű, tizenkét hüvelykes, Elswick Ordnance Company által gyártott löveg szolgált. A hajó felépítményének elején és végén forgatható tornyokba, kettesével helyezték el őket. A tornyok 240 fokban voltak képesek forogni. Az ágyúk 850 fontos (386 kg) lövedékeiket 730 m/s torkolati sebességgel lőtték ki.
A csatahajó másodlagos fegyverzetét 14 darab 45-ös kaliberű hathüvelykes (152 mm) gyorstüzelő ágyú alkotta. Nyolc ágyút a főfedélzeten, a másik hatot pedig a felépítményen helyeztek el. Százfontos (45 kg) lövedékeiket 700 m/s kezdősebességgel tüzelték. A torpedónaszádok elleni védelmül húsz tizenkét fontos gyorstüzelő löveg szolgált. A tizenkét fontosok háromhüvelykes (76 mm), 12,5 fontos (5,7 kg) tölteteket lőttek. A fegyverzetet nyolc darab háromfontos és négy 2,5 fontos könnyű Hotchkiss löveg egészítette ki. Az előbbieket a felépítményen, az utóbbiakat emelvényeken helyezték el. Az Aszahit ezenfelül négy vízalatti 18 hüvelykes torpedóvető csővel is felszerelték.
Az Aszahi oldalát kilenchüvelykes (229 mm) Harvey-páncél védte 2,44 m magasan, amely a hajó két végén négy hüvelyknyire (102 mm) vékonyodott. Fedélzeti páncélzata 64 mm-es volt. A lövegtornyokra elölről 10 hüvelyk (254 mm), oldalról 6 hüvelyk (147 mm), felülről pedig 1,5 hüvelyk (38 mm) vastagságú páncélt szereltek.
A lövegek pontos célzását négy Barr & Stroud FA3 sztereoszkopikus távolságmérő és 24-szeres nagyítású ágyúirányzékok szolgálták.

## Építése és első csatái
Az Aszahi gerincét 1899. augusztus 1-jén fektették le a skóciai Clydebankban. Az építést a Clydebank Engineering & Shipbuilding Company kezdte, amelyet időközben felvásárolt a John Brown & Company társaság. 1900. március 13-án bocsátották vízre és 1900. július 31-én adták át a megrendelőnek. Átadása három hónapnyi késedelmet szenvedett, mert próbaútja során Southsea mellett zátonyra futott, emiatt javítani kellett a hajófeneket. A hajó az angliai Portsmouthból indulva október 23-ára ért a Japán-beli Jokoszukába. Fél évvel később, 1901. május 22-én az Aszahi lett a Császári Haditengerészet Állandó Flottájának zászlóshajója.
Az orosz–japán háború kitörésekor a Jamada Hikohacsi kapitány által vezetett Aszahit az 1. hajócsapat 1. hajórajához rendelték. 1904. december 4-én részt vett a port arthuri csatában. Tógó admirális meglepetésszerű éjszakai támadást akart végrehajtani a Port Arthur mellett horgonyzó orosz Csendes-óceáni flotta ellen, de a Bojarin cirkáló észrevette őket, és riadóztatta az orosz flottát és a partvédelmet. Tógó úgy parancsolta, hogy a fő ágyúkkal a parti erődöket, a kisebbekkel pedig az ellenséges hajókat lőjék. Ez rossz döntésnek bizonyult, a japán nyolc- és hathüvelykes lövegek nem tudtak komoly károkat okozni a páncélozott orosz hajóknak, amelyek valamivel sikeresebben támadták a japánokat. Az összecsapás eredményképen 17 orosz és 60 japán tengerész sebesült vagy halt meg. Az Aszahi nem szenvedett sérülést.
Április 13-án Tógó sikeresen kicsalta Port Arthur kikötőjéből az orosz flotta egy részét, köztük Makarov altengernagy zászlóshajóját, a Petropavlovszk csatahajót. Amikor Makarov észrevette a várakozó öt japán csatahajót (köztük az Aszahit), visszafordult a kikötőbe, de közben ráfutott az előző éjszaka a japánok által lerakott aknákra. Lőszerraktára felrobbant, és a csatahajó két perc alatt elsüllyedt. A 677 áldozat között volt az altengernagy is. A sikeren felbátorodott Tógó ezután rendszeresen ágyúzta a parti erődöket, de a következő hónapban két csatahajót vesztett az oroszok által lerakott aknák miatt.
Az Aszahi részt vett az augusztus 10-i sárga-tengeri csatában, ezúttal Nomoto Cunaakira parancsnoksága alatt. A csatarend második vonalában hajózott a Mikasza mögött. Mindössze egyetlen találatot kapott egy tizenkét hüvelykes ágyúból, és két matróz megsebesült. Azonban hátsó ágyútornyának mindkét csövében felrobbant a lőszer, e lövegek használhatatlanná váltak. Maradék lövegeinek tüzét a Poltavára és a Ceszarevicsre koncentrálta, de eleinte csak kisebb károkat okozott rajtuk, képtelen volt átütni páncélzatukat. Ezután azonban tizenkét hüvelykeseinek két szerencsés lövésével eltalálta a Ceszarevics hídját és megölte a flotta parancsnokát, Wilhelm Karlovics Withöft altengernagyot, és megrongálta a hajó kormányművét. A hajó csak kanyarodva volt képes haladni, majd teljesen le is állt, amivel nagy zűrzavart okozott az oroszok soraiban. A flottaparancsnok helyettesének csak nagy nehézségek árán sikerült újra hadrendbe szervezni hajóit, és visszavonult Port Arthurba.
Két hónappal később, október 26-án, Port Arthur blokád alatt tartása közben az Aszahi aknára futott, és 1905 áprilisáig javítás alatt állt. A csendes-óceáni orosz flotta egységei ekkorra már megsemmisültek vagy kikötőbe kényszerültek, és a balti flotta csak májusra ért a távol-keleti vizekre.

## A csuzimai csata

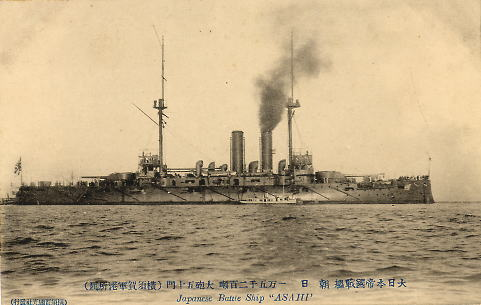
Az Aszahi egy 1905-ös levelezőlapon

1905. május 27-én a csuzimai csata során az Aszahi ismét a Mikasza mögött helyezkedett el. Fedélzetén tartózkodott W. C. Pakenham, a japánokkal szövetséges Nagy-Britannia megfigyelője is. Elsőként a Mikasza nyitott tüzet az orosz zászlóshajóra, a Knyaz Szuvorovra, röviddel később csatlakozott hozzá az Aszahi és az Azuma cirkáló. Körülbelül egy órányi tüzelés eredményeképpen az orosz csatahajó fedélzetén tűz keletkezett, súlyosan megsebesült a flotta parancsnoka, Zinovij Rozsesztvenszkij altengernagy is. A találatok használhatatlanná tették hátsó lövegtornyát és megbénították a kormányművét. Az orosz hajók a Mikaszára koncentrálták a tüzet, így az Aszahi nem sérült meg. A Knyaz Szuvorov kormányát sikerült megjavítani, de a hajó súlyosan megsérült és elhagyta az orosz csatarendet. A csata második felében az Aszahi a Borogyinót és az Orjolt lőtte, de nem az ő, hanem a Fudzsi lövedéke talált a Borogyino lőszerraktárába, és felrobbantotta azt. A csata során az Aszahi 142 tizenkét hüvelykes gránátot lőtt ki, többet, mint bármely más hajó. Összesen öt találatot szenvedett el, de jelentős károkat egyik sem okozott. A japánok összesen 110 halottat és 590 sebesültet vesztettek a csuzimai csatában, amely teljes japán győzelemmel zárult, és öt orosz csatahajót sikerült zsákmányolniuk.

## A háború után
1908-ban több más hajóval együtt elkísérte a világ körüli útján japán vizeken áthaladó amerikai Nagy Fehér Flottát. 1914-ben tüzérségi gyakorlóhajó lett belőle, 1917-ben eredeti brit gyártmányú lövegeit japánokkal cserélték ki. 1918-ban hajórajának zászlóshajójaként részt vett az orosz polgárháború japán intervenciójában. Elsősorban csapatszállító hajókat kísért és Kamcsatka partvidékén járőrözött. 1921. szeptember 1-jén első osztályú partvédelmi hajóvá sorolták át, a következő évben viszont a washingtoni flottaegyezmény értelmében leszerelték fegyverzetét. Az ágyúk és a páncélzat eltávolítása miatt vízkiszorítása 11 625 tonnára csökkent, sebességét pedig 12 csomóra korlátozták. A későbbiekben gyakorlóhajóként és tengeralattjáró-depóként szolgált 1925-ig, amikor tengeralattjáró-mentőnek szerelték fel. Jelentős átépítésen esett át, kicserélték kazánjait, leszerelték egyik kéményét, és két nagy emelőszerkezetet helyeztek el rajta. 1928-ban sűrített levegővel működő repülőgép-indító katapultot szereltek fel rá, és ehhez kapcsolódó kísérleteket végeztek rajta. Az év végén tartalékba helyezték.
Miután 1937-ben kitört a második kínai–japán háború, az Aszahit aktiválták a tartalékból. Eleinte csapatokat szállított, majd javítóhajónak szerelték fel. Átalakítása során első és hátsó fedélzetén fából készült lövegtornyokat állítottak fel az ellenséges megfigyelők megtévesztésére. 1940-ig járőr- és torpedóraktári feladatokat is ellátott. 1940. november 15-én Francia Indokínába, a Cam Ranh-öbölbe vezényelték át.
1942. március 13-ától az Aszahi Szingapúrban állomásozott és a Naka könnyűcirkálót javította, melyet az USS Seawolf tengeralattjáró torpedózott meg a Karácsony-szigetnél. Május 22-én visszaindult Kuréba a CH-9 romboló társaságában. Május 25–26-án éjjel a Padaran-foktól 160 kilométernyire felfedezte az USS Salmon tengeralattjáró és négy torpedót lőtt ki rá. Két torpedó eltalálta az Aszahi kazánházát és a hajó süllyedni kezdett. Éjjel 01:03-kor süllyedt el az é. sz. 10°00′ és a k. h. 110°00′-én. Tizenhatan meghaltak, de a kapitányt és a többi 582 tengerészt a CH-9 kimentette.

## Fordítás
- Ez a szócikk részben vagy egészben  a   Japanese battleship Asahi című angol Wikipédia-szócikk ezen változatának fordításán alapul.  Az eredeti cikk szerkesztőit annak laptörténete sorolja fel. Ez a jelzés csupán a megfogalmazás eredetét és a szerzői jogokat jelzi, nem szolgál a cikkben szereplő információk forrásmegjelöléseként.